# Kaszina
Kaszina (bułg. Кашина) – wieś w Bułgarii, w obwodzie Błagojewgrad, w gminie Sandanski. Według Ujednoliconego Systemu Ewidencji Ludności oraz Usług Administracyjnych dla Ludności, miejscowość zamieszkuje 15 mieszkańców.

## Osoby związane z miejscowością
- Manikat Janykow (?–1905) – bułgarski rewolucjonista
- Atanas Kremenliew (1934) – bułgarski pisarz
- Dimityr Kaszinalijata (1880–1905) – bułgarski rewolucjonista
- Dawidko Miłczew (?–1905) – bułgarski rewolucjonista
- Asen Parteniew (1876–1905 – bułgarski rewolucjonista